# Chiesa di Santa Giulia (Cazzago San Martino)
La chiesa di Santa Giulia è una piccola cappella familiare appartenente ai conti Bettoni-Cazzago, situata all'ingresso dell'abitato di Cazzago San Martino, più precisamente in località tre mur. La piccola piazza pedonale su cui si affaccia oggi è intitolata a Guglielmo Marconi.
La presenza di un luogo di culto legato alla devozione di santa Giulia è riferibile alla seconda metà dell'anno Mille, con probabili collegamenti all'omonimo Monastero di Santa Giulia a Brescia.

## Collocazione geografica
La chiesa di Santa Giulia si trova nel comune di Cazzago San Martino in provincia di Brescia.
La sua collocazione a nord-ovest rispetto all'antico nucleo abitato cittadino sembra risultare marginale rispetto alle esigenze ecclesiastiche, ma si pone in modo coerente con la viabilità storica del territorio.
Si innesta infatti sulle direttrici maggiormente influenti sia per produttività che per legami politici della fascia collinare lombarda. Sono presenti i collegamenti est-ovest da Venezia-Brescia verso Milano e Bergamo e quelli nord-sud che connettono la Val Camonica e il Sebino alla bassa pianura.
Localmente l'edificio è prospiciente il Palazzo Bettoni-Cazzago, da cui dipende, mentre si addossa a nord ad un edificio rurale, oggi non connesso con le funzioni religiose del manufatto.

## Storia

### Fondazione
L'attestazione di una piccola chiesa intitolata alla martire cristiana risale al 1087, probabilmente legata all'omonimo Monastero di Santa Giulia a Brescia.
La cella monastica, come dimostra la bolla di Papa Urbano II all'Abbazia di Cluny, è soggetta al controllo del Priore di San Paolo D'Argon già nel 1095 e ne rimane sotto le dirette dipendenze sino al "...1278 perpetuamente unita ed incorporata al priorato di San Nicolò di Rodengo...stando il permesso e commando fattogli da don Goffredo priore di San Maiolo di Pavia e vicario generale in Lombardia...in cui si volle che la chiesa e munistero di Santa Giulia di Cazzago fusse per l’avvenire in perpetuo unita, incorporata, di ragione e piena giurisdizione di quella di Rodengo..."
Il processo avviene nell'ambito della più generale "redistribuzione della giurisdizione sui priorati minori lombardi da parte dei priorati maggiori".
La presenza dei Monaci cluniacensi sul territorio lombardo si configura già attorno alla seconda metà dell'XI secolo; essa nel bresciano ruota principalmente attorno all'influenza dell'Abbazia di San Nicola.
Fra i siti controllati direttamente dalla congregazione figura anche il complesso di Santa Giulia, composto"…da una piccola chiesa, alcuni edifici rustici e dei beni terrieri…", anche l'ufficio delle funzioni appare di competenza dello stesso Abate che nel 1311 nomina un monaco e un sacerdote di Castro a tale scopo.
Il beneficio dell'amministrazione viene poi trasferito indirettamente alla famiglia dei Cazzago attorno al 1313, che pur designando il canonico, deve chiedere comunque l'approvazione all'abate di Rodengo.
Il Priore di Rodengo insigniva l'officiante dell'atto di concessione che poi doveva essere esposto fuori dalla porta della chiesa per validarne il ruolo; questo poi prendeva sede nella chiesa attraverso un rito solenne ed una processione.
Assieme all'edificio ecclesiastico venivano dati in gestione anche tutti i beni collegati al monastero, quasi quaranta ettari di terreni, atti a garantirne una rendita.
La decisione dell'officiante non sembra mai essere stata effettivamente contrastata da parte del Priore di San Nicola, che addirittura negli scritti del 1313 descrive i Cazzago come "Patroni" della chiesa, non avendo però ancora nessun diritto giuridico sul bene.

### Il rapporto con la famiglia Cazzago

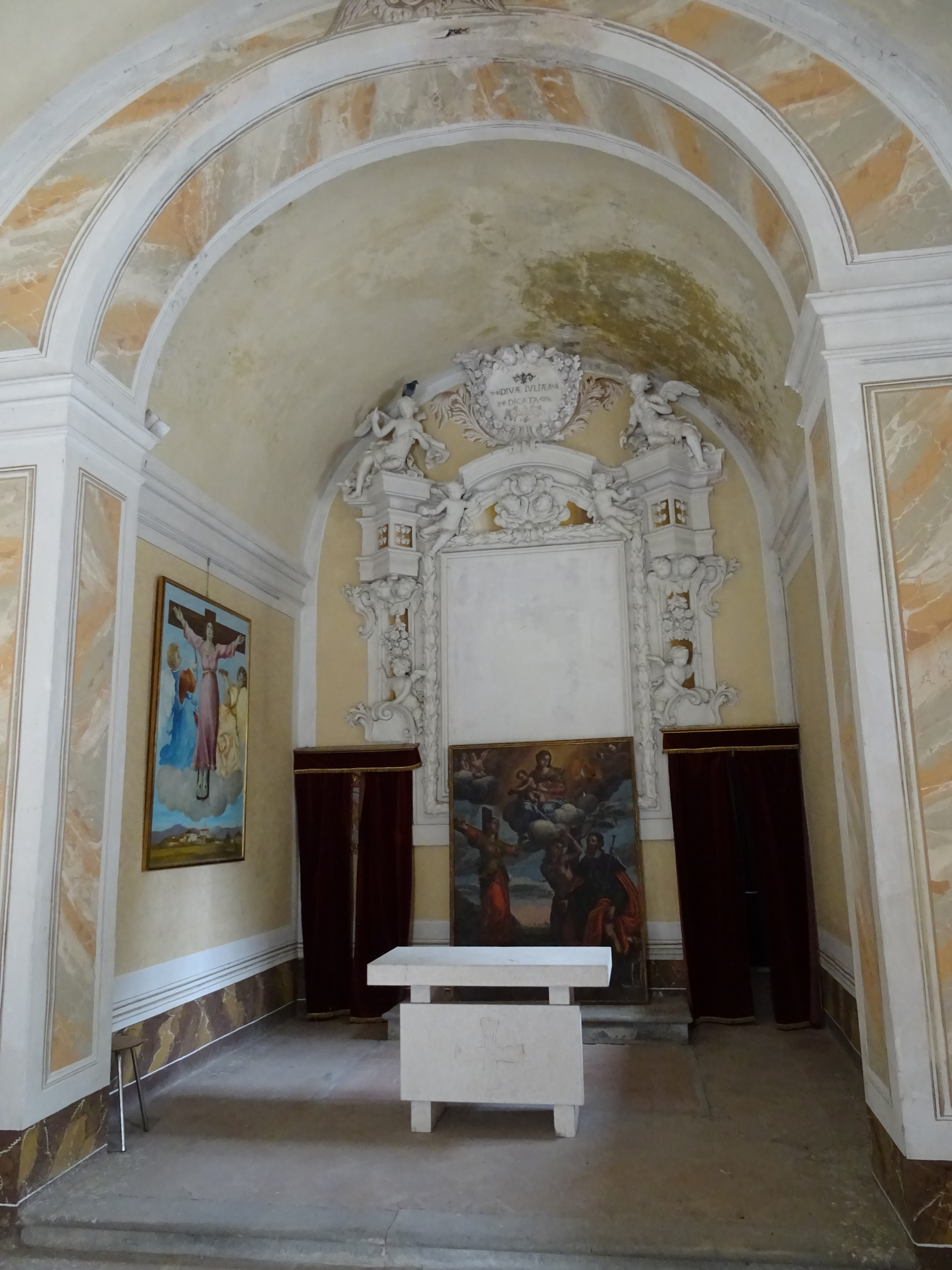
Santa Giulia, presbiterio

Il legame con la famiglia dei Cazzago è da ricercare nella creazione dei privilegi nobiliari durante il basso medioevo, in cui si assiste alla nascita di patriziati di provenienza contadina o di mestiere, che avendo conservato e maturato in linea ereditaria un buon numero di beni e prestato servizio presso istituzioni religiose vengono insigniti di titolo.
Sfruttando così la carenza di una capillarità delle istituzioni centrali del regno Carolingio, le famiglie di alto rango si fanno portatrici e protettrici delle istanze locali davanti al potere centrale; in questo modo avviene anche l'elevazione a rango nobiliare dei Cazzago.
Il rapporto diretto fra la famiglia dei Cazzago e il piccolo monastero appare nella documentazione attorno al 1029, quando le trascrizioni descrivono Adelardus come vassallo del priorato e il figlio Lanfranco, nel 1050, risulta essere "avokatus monasterii...habitator in castro Cazago".
La cosa non indifferente è la residenza stabile dei discendenti nel paese franciacortino, luogo che resterà legato per sempre alla famiglia, che ne acquisirà il nome divenendo anche negli atti ufficiali De Cazago.
Le catalogazioni successive della chiesa, attorno al XV secolo, la vedono ancora come Priorato soggetto formalmente a San Nicola, anche se i neo insediati Olivetani sembrano non condividere il giuspatronato della famiglia franciacortina, formalmente la situazione non cambia e un membro della famiglia risulta sempre beneficiario della chiesa.
Ulteriore conferma dell'immutata situazione di "controllo" degli uffici religiosi da parte dei Cazzago arriva dalle relazioni delle visite apostoliche, prima quella del Vescovo Domenico Bollani, nel 1565 e poi in quella di San Carlo Borromeo del 1580.
La definitiva e ufficiale presa in carico della famiglia, divenuta ora Bettoni-Cazzago, della piccola chiesa avviene a seguito delle soppressioni delle congregazioni religiose del 1797 e la successiva vendita dei beni, relazione che si mantiene fino ad oggi dove i possedimenti dei discendenti comprendono ancora la chiesa di Santa Giulia.

### La visita di San Carlo Borromeo
La visita di San Carlo Borromeo nei territori della Franciacorta è un processo importante per il controllo del clero locale e fornisce importanti testimonianze sulle condizioni effettive degli immobili delle parrocchie.
Un contributo importante è riferito anche alla piccola comunità di Cazzago San Martino e ai suoi luoghi di culto, fra cui Santa Giulia.
La chiesa è descritta come "abbastanza ampia e decorosa; è costruita con mattoni fino alle tegole…ha un altare…non vi è sacrestia… questa chiesa possiede una rendita di 500 lire bresciane (oltre 100 ducati) ed è giuspatronato dei de Cazzago…" .
Si rimarca anche la necessità della presenza stabile del consacrato della famiglia adibito a svolgere le funzioni, tale "Don Pietro Cazzago" che però non risiede in loco.
Le direttive canoniche di San Carlo riguardo alla chiesa sono abbastanza chiare e aiutano a ricostruitre la conformazione architettonica della chiesa, oltre infatti alle sollecitazioni di carattere religioso a scapito di Pietro Cazzago che viene caldamente invitato a celebrare e a risisedere nella chiesa; vi sono anche descritti importanti lavori.
L'Arcivescovo impone la riedificazione della "cappella per contenere comodamente l’altare secondo le norme" e "..che entro tre giorni le finestre basse fossero chiuse con un muro e fossero tolte le grate..."

## Descrizione architettonica

### Esterno

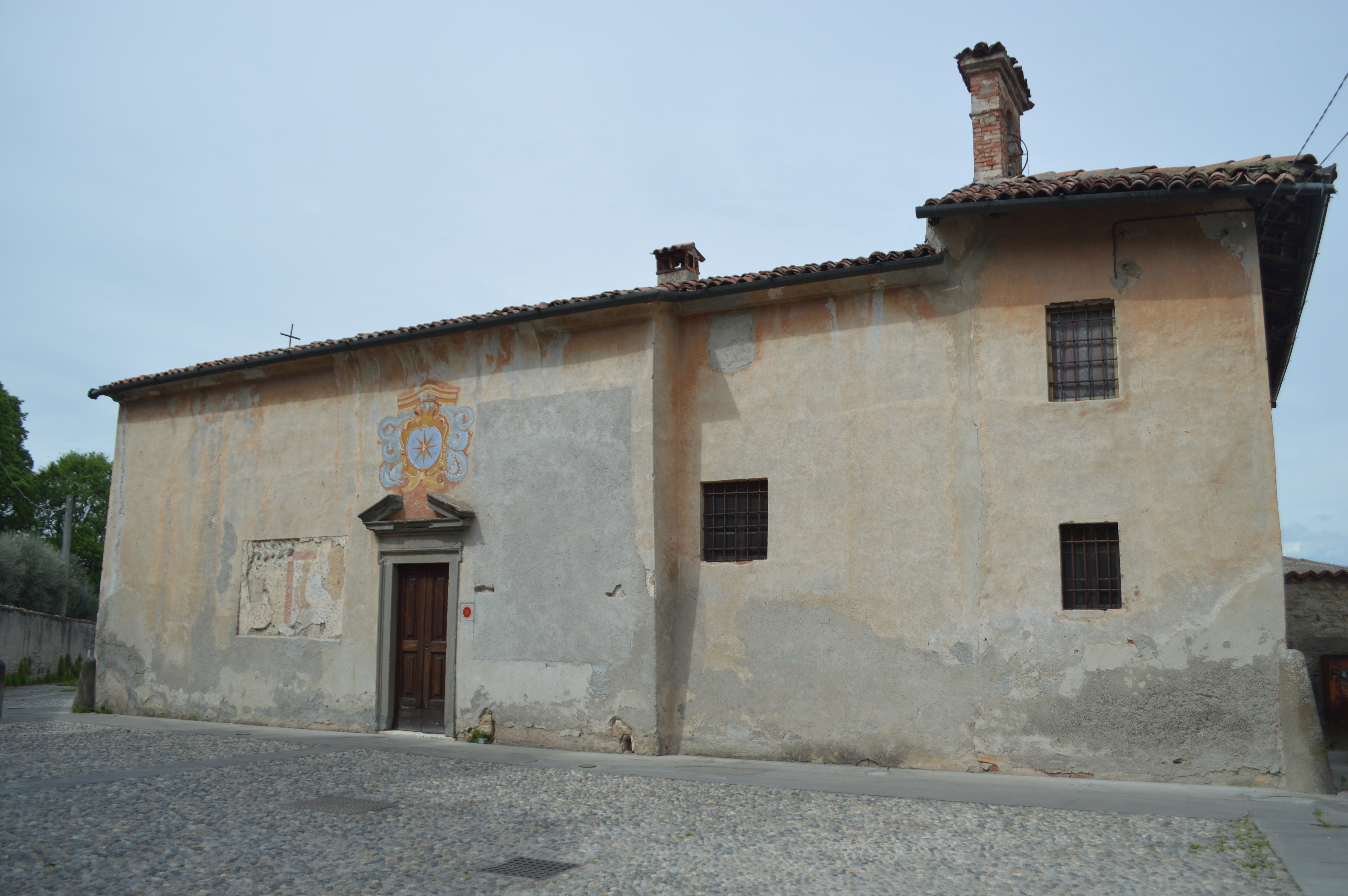
Santa Giulia, prospetto Sud

L'edificio si mostra intonacato su tutti i lati in modo abbastanza uniforme e presenta una finitura di superficie rosata. Il manto di copertura è costituito completamente di coppi.
Volumetricamente la costruzione si compone in modo riconoscibile di tre corpi.
Il primo, quello della navata, presenta ad est un prospetto a timpano ribassato, con in mezzeria una porta con cornice in pietra arenaria di Sarnico e nella parte superiore un piccolo rosone circolare finestrato e decorato con vetri policromi.
La mediazione fra il paramento orizzontale e la copertura è data da una cornice sagomata in laterizio e rivestita nel medesimo intonaco della facciata.
Il prospetto sud presenta un ulteriore accesso sempre con frontone e sostegni in pietra sedimentaria, sormontato da una decorazione pittorica che richiama il simbolo araldico della famiglia Cazzago.
Alla sinistra della porta è presente una porzione rettangolare di descialbo che mette in luce un frammento d'intonaco decorato con una figura antropomorfa e delle fasce decorative. Si intravede anche un lacerto di tessitura muraria composta da ciottoli arrotondati, tipici di queste zone moreniche, annegati in abbondante malta.

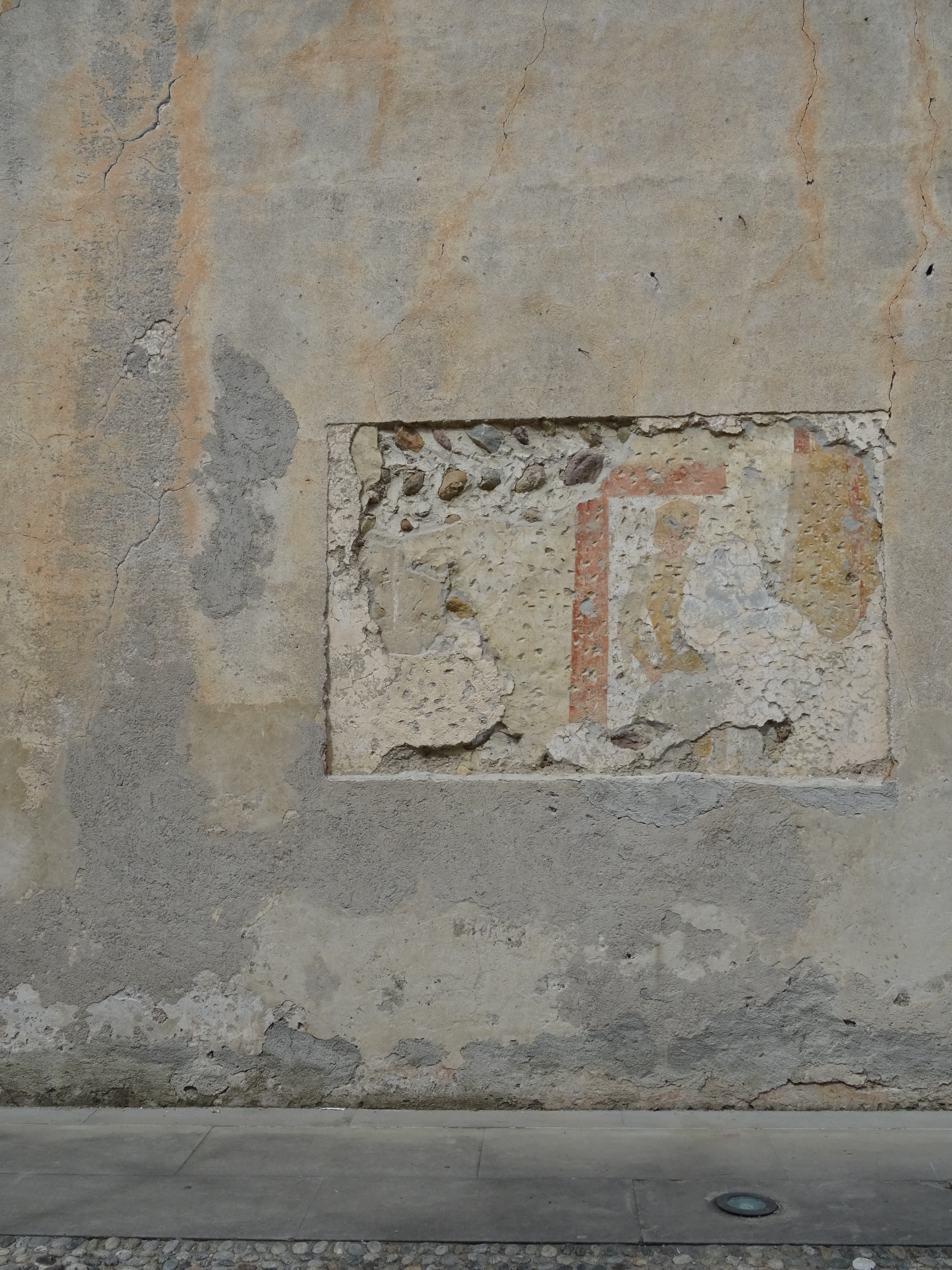
Santa Giulia Cazzago, dettaglio del dipinto murario

Resta anche visibile a destra dell'attuale apertura il sedime di un accesso precedente, impostato su conci di pietra descrive una forma ad arco, visibile in parte anche all'interno.
Questo varco sembrerebbe confermare gli indizi storiografici che descrivono l'ampliamento del presbiterio prescritto dalla visita pastorale di San Carlo.
Il secondo corpo, identificabile come il presbiterio, si sviluppa in successione ma non complanare al precedente, mostra infatti una rastremazione verso l'interno, con un arretramento della parete.
Si configura probabilmente come un'aggiunta successiva, potrebbe essere infatti stato ricavato o ricostruito sulla vecchia parete di fondo della chiesa; stando ai dettami di San Carlo"…entro un anno la cappella (nda. del presbiterio) sia riedificata così che possa contenere comodamente l'altare secondo le norme…" .
La conformazione della copertura di questa parte segue quella a falda singola dell'edificio adiacente, mentre le pareti verticali presentano sul lato sud una piccola bucatura finestrata che immette luce circa a metà del presbiterio. Anche in questo caso i riferimenti a San Carlo sono diversi, esso infatti impone il tamponamento di alcune finestre presenti, ma senza specificarne la collocazione "…Entro tre giorni le finestre basse siano chiuse con un muro e se ne tolgano le grate…".
L'ultima porzione che completa la piccola fabbrica si compone di un corpo longitudinale che funge oggi al piano terreno da sacrestia, mentre il livello superiore non è di competenza diretta della chiesa, ma appartiene all'edificio rurale che vi si addossa a nord.

### Interno

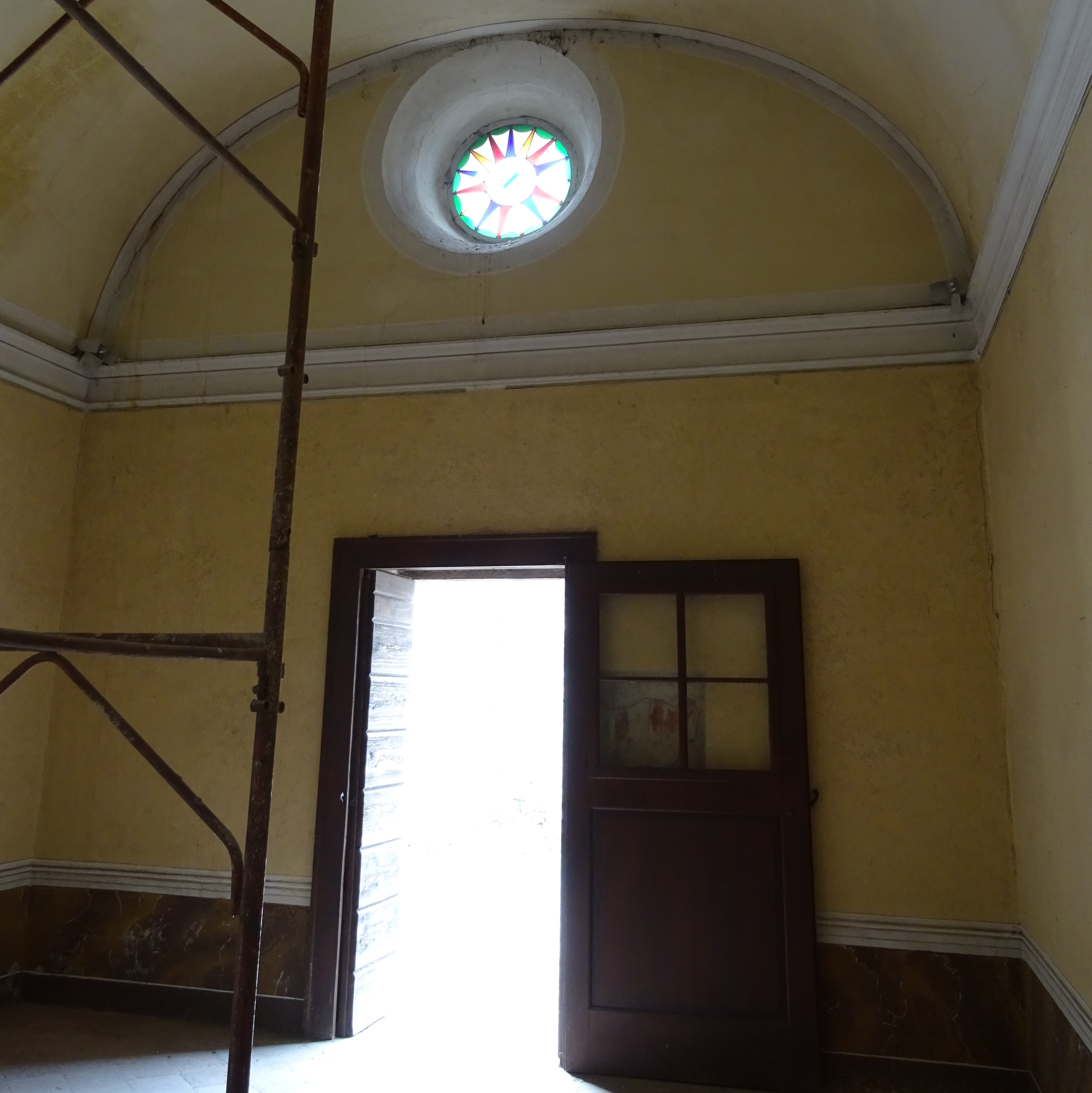
Santa Giulia, prospetto interno

L'interno della cappella mostra come l'esterno la scansione successiva dei tre corpi: Aula, Presbiterio e Sagrestia, abbiamo infatti la sala dei fedeli che consta di una partizione decorativa a livelli, con basamento decorato, un riempimento monocromo per le pareti e una cornice in stucco bianco che percorre tutto il perimetro e segna l'imposta della volta a botte.
La facciata principale si compone di un accesso con porta in legno ad anta singola, ed è connotata anche da un piccolo rosone circolare con vetri colorati che consente l'ingresso di una suggestiva luce policroma.
Accanto alla porta è stato lasciato visibile grazie ad un descialbo un piccolo lacerto della decorazione pittorica medievale che avvolgeva tutte le pareti.
Sulla parete sud, in prossimità dell'arco del presbiterio, è presente oltre al segno della stratigrafia della vecchia porta, una piccola nicchia con acquasantiera. Anche su questo lato è presente un ingresso secondario, chiuso da un serramento con doppia anta lignea e demarcata internamente da una cornice modanata, sempre in legno. Sono anche presenti dipinti di epoca moderna raffiguranti la santa
Il presbiterio, segnato dall'arco trionfale, propone anch'esso una piccola volta a botte e anche le tonalità delle decorazioni delle pareti seguono quelle del resto della sala.
I prospetti interni delineano, come all'esterno, una rastrematura e portano ad una diminuzione dello spazio laterale; così, com'è sempre visibile dall'esterno, si trova una piccola finestra che fornisce luce all'altare.
Emerge dalla parete di fondo un importante decorazione in stucco baroccheggiante, con puttini ed angeli che sostengono una cornice in stucco, atta ad ospitare la pala dipinta della Santa; come indicato nello stemma apposto sopra il copioso apparato decorativo. Sul pavimento sono presenti le lapidi tombali di alcuni discendenti della famiglia.
Ai lati della cornice sono presenti due tendaggi che celano la porta della sacrestia da un lato e il tabernacolo dall'altro.
Il lato nord non presenta aspetti decorativi rilevanti, ma si compone di una parete regolare e dipinta con le stesse modalità e tonalità delle altre.